# Evangelische Kirche (Veitsberg)

Kirche von Süden

Kirche von Westen

Die Evangelische Kirche Veitsberg in Saasen, einem Ortsteil der Gemeinde Reiskirchen in Hessen, ist eine romanische Saalkirche aus dem 13. Jahrhundert. Der Ostteil wurde 1751 erneuert, 1965 winkelförmig ein Querbau nach Süden angebaut. Das hessische Kulturdenkmal hat einen Dachreiter mit Spitzhelm.
Die Kirchengemeinde gehört zum Dekanat Gießener Land in der Propstei Oberhessen der Evangelischen Kirche in Hessen und Nassau.

## Geschichte

Westportal

Die Kirche wurde in der ersten Hälfte des 13. Jahrhunderts anstelle eines älteren Vorgängerbaus errichtet und dem heiligen Veit geweiht. Die Veitsberger Kirche war Sendkirche und Pfarrkirche, während in Saasen um 1500 nur eine kleine Kapelle entstand, aber keine selbstständige Pfarrkirche existierte. Im späten Mittelalter gehörte die Kirche zum Archidiakonat St. Stephan im Bistum Mainz. Mit Einführung der Reformation im Jahr 1527 wechselte die Kirchengemeinde zum evangelischen Bekenntnis. Zur Pfarrei Veitsberg-Saasen gehörten die Filialkirchen Harbach, Bollnbach und Lindenstruth. Später wurde sie Teil des Kirchspiels Winnerod.
Zu Beginn des 18. Jahrhunderts wurde die Kirche zunehmend baufällig, sodass 1714 berichtet wird, sie sei „zu schadhafft und baufällig geworden, daß wir beym nassen oder Regenwetter darinnen nicht allein kaum trocken stehen können, sondern, da auch der Thurn daran von solcher Gefährlichkeit, dahero dessen Einfall sambt denen Klocken und daraus zu besorgenden großen Unglück man stündlich gewertig sein muß“. 1714/1715 folgte eine Sanierung mithilfe von Kollektengeldern. Im Jahr 1751 wurde die ursprüngliche vermutlich halbrunde Apsis entfernt und durch einen Ostchor auf quadratischem Grundriss ersetzt. In diesem Zuge wurden Dach und Dachreiter unter Wiederverwendung mittelalterlicher Balken erneuert und die bestehenden Langhaus-Emporen in den Chor verlängert. 1758 schloss sich eine Innenrenovierung an. Nachdem der Chor zu Beginn des 19. Jahrhunderts baufällig geworden war, wurden 1858 die Deckenkehlen entfernt. Aufgrund zahlenmäßigen Anstiegs der Gemeindemitglieder nach dem Zweiten Weltkrieg wurde 1965 an der Südseite des Chors ein Winkelbau ergänzt.

## Architektur

Turmbekrönung

Kirche von Norden

Der geostete Saalbau mit Satteldach ist erhöht inmitten des Weilers weithin sichtbar errichtet und war ursprünglich von einer Mauerumfriedung umgeben. Das weiß verputzte Bruchsteinmauerwerk hat Eckquaderung im Westen und Reste von Eckquaderung beim Choranbau. Das mittelalterliche Langhaus im Westen nimmt zwei Drittel, der 1751 in Verlängerung der Mittelachse angebaute Chor ein weiteres Drittel ein.
Die schmale Kirche auf rechteckigem Grundriss wird durch vier kleine Rechteckfenster in der Südwand belichtet, die innen eine flachbogige Laibung aufweisen. Drei kleine spitzbogige, hochsitzende Fenster (0,31 Meter breit, 0,80 Meter hoch) in der Nordwand sind sekundär vermauert. Ein an der Nordwand eingelassener spätromanischer, steinerner Kopf (0,17 × 0,25 Meter hoch) diente als Apotropaion. Der südlich angebaute Neubau auf rechteckigem Grundriss mit Walmdach hat nach Westen und Osten je drei kleine Rechteckfenster; die Südseite ist fensterlos. Die Kirche wird durch ein rundbogiges romanisches Westportal mit abgetrepptem Gewände erschlossen (1,11 Meter breit, 2,05 Meter hoch). Darüber ist ein rechteckiges Gewände für ein kleines Fenster sekundär eingelassen. Der vierseitige Dachreiter hat an jeder Seite rechteckige Zwillings-Schalllöcher und wird von einem achtseitigen Spitzhelm abgeschlossen, der von vier kleinen Spitzhelmchen auf den Ecken flankiert wird. Als Bekrönung dient ein großer, eiförmiger Turmknauf mit einem schmiedeeisernen Kreuz.

## Ausstattung
Der Innenraum wird von einer Flachdecke auf einem Unterzug abgeschlossen, der von einer gotischen Mittelstütze getragen wird. Dieser achtseitige Holzpfosten nimmt auch die Last des Dachreiters auf. Zwischen Schiff und Chor ist ein Querunterzug eingebaut.
Die achteckige hölzerne Kanzel wurde um 1700 geschaffen, Kanzeltreppe und Empore 1818 erneuert.

## Orgel
Die Gebrüder Bernhard bauten 1884 eine neue Orgel mit sechs Registern auf mechanischen Kegelladen ein. Das Instrument wurde 1972 durch eine neue Orgel mit mechanischer Schleiflade von Bruno Döring ersetzt. Das Werk verfügt über sechs Register, die sich auf ein Manual und Pedal verteilen. Die Disposition lautet wie folgt:
| I Manual C–f3 |       |
| Gedackt       | 8′    |
| Rohrflöte     | 4′    |
| Prinzipal     | 2′    |
| Quinte        | 1 ⁄3′ |
| Oktav         | 1′    |

| Pedal C–d1 |     |
| Subbaß     | 16′ |

- Koppeln: I/P